# Adamovec
Adamovec är en ort i Kroatien.   Den ligger i länet Zagreb, i den nordöstra delen av landet, 18 km nordost om huvudstaden Zagreb. Adamovec ligger 184 meter över havet och antalet invånare är 989.
Terrängen runt Adamovec är platt åt sydost, men åt nordväst är den kuperad. Runt Adamovec är det ganska tätbefolkat, med 67 invånare per kvadratkilometer. Närmaste större samhälle är Zagreb - Centar, 18,1 km sydväst om Adamovec. Omgivningarna runt Adamovec är en mosaik av jordbruksmark och naturlig växtlighet.